# Batelov
Batelov là một chợ huyện thuộc huyện Jihlava, vùng Vysočina, Cộng hòa Séc.